# Charles Major

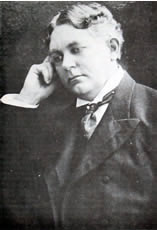
Charles Major

Charles Major född 25 juli 1856 i Indianapolis, USA, död 13 februari 1913 i Shelbyville, Indiana, var en amerikansk advokat och författare. Major skrev flera böcker i olika genrer under sin karriär och skrev även böcker för barn. De flesta av hans historier utspelade sig i Indiana, delstaten han var född och uppvuxen i. 
Major föddes i en övre medelklassfamilj i Indianapolis. Han studerade vid University of Michigan mellan åren 1872 till 1875. Han öppnade en egen juristbyrå, inledde en kort politisk karriär, vilken kulminerade i ett år i Indianas lagstiftande församling.
1898 publicerade han sin första roman, under pseudonymen Edwin cascoden, When Knighthood Was in Flower. Romanen om England under Kung Henrik VIII av England:s styre var en historisk roman som skrivits efter grundliga efterforskningar om tiden, och blev enormt populär. Den fanns med på New York Times lista över bästsäljande böcker i USA under nästan tre år. Romanen skrevs om till en populär Broadwaypjäs av Paul Kester 1901 som hade premiär på Criterion Theatre samma år. Romanen har också filmatiserats 1908 och 1922.
Med en framgångsrik författarkarriär, drog Major gradvis ner på sina juridiska uppgifter, han stängde sin juristbyrå, 1899, ett år efter att hans första roman kommit ut. 1902 gav han ut sitt andra historiska verk, Dorothy Vernon of Haddon Hall, denna gång med handlingen förlagd till Elisabetansk tid. Ännu en gång bearbetades romanen för teatern av Paul Kester och en filmversion släpptes 1924 med Mary Pickford i huvudrollen.
Major fortsatte att skriva och gav ut ett flertal romaner, med varierande gard av framgång, men även ett antal äventyrsberättelser för barn, varav de flesta utspelade sig runt Indiana. Major dog av levercancer 13 februari 1913 i sitt hem i Shelbyville, Indiana.